# Белорусская государственная академия связи
Белорусская государственная академия связи (бел. Белару́ская  дзяржа́ўная  акадэ́мія су́вязі) — высшее учебное заведение Министерства связи и информатизации Республики Беларусь. Основано 11 мая 1993 года с помощью объединения Минского филиала Ленинградского электротехнического института связи им. проф. М. А. Бонч-Бруевича, Минского и Витебского электротехникумов связи и Республиканского центра подготовки, переподготовки и повышения квалификации работников отрасли связи.
Согласно приказу Министерства связи Республики Беларусь 7 октября 2015 года учебное заведение стало называться учреждением образования «Белорусская государственная академия связи».
- Финансирование осуществляется из республиканского бюджета.
- В парке персональных ЭВМ академии более 400 компьютеров.

## Факультеты
- Факультет инжиниринга и технологий связи (ФИТС)
- Факультет повышения квалификации (ФПК)
- Факультет заочного и дистанционного образования (ФЗДО)
- Факультет электросвязи (ФЭС)
- Факультет довузовской подготовки (ФДП)

### Факультет электросвязи
Факультет электросвязи, образованный в 1996 году, проводит подготовку студентов, используя двухуровневую систему образования. На этапе первого уровня учащиеся получают среднее специальное образование, а на этапе второго уровня — высшее. Количество студентов, обучающихся на уровне среднего специального образования — 1322 студента, а на уровне высшего образования − 326 студентов.
Декан факультета — Лапцевич А.А., который является кандидатом технических наук, доцентом. Более 100 научных трудов, 6 изобретений, которые посвящены ускорению испытания на вибропрочность изделий электронной техники, оценке и прогнозированию надёжности электронных элементов и систем. Станислав Мечиславович[кто?] был награждён двумя бронзовыми медалями ВДНХ СССР. Стажировку он проходил в национальном техническом университете города Афины (Греция), а также в Bailbrook College (Великобритания).
Факультет включает в себя 5 кафедр:
- кафедра телекоммуникационных систем;
- кафедра радио и информационных технологий;
- кафедра программного обеспечения сетей телекоммуникаций;
- кафедра гуманитарных наук;
- кафедра здорового образа жизни.

### Факультет инжиниринга и технологий связи
Факультет инжиниринга и технологий связи, образованный в 1999 году, проводит подготовку студентов, используя сокращенную форму получения высшего образования. Факультет подготавливает молодых специалистов по специальностям:
- экономика и управление в отрасли связи
- маркетинг в отрасли связи
- инфокоммуникационные технологии в отрасли связи
- почтовая связь

Исполняющим обязанности декана является Будник Артур Владимирович, кандидат технических наук, доцент. Факультет включает в себя 4 кафедры:
- кафедра организации и технологии почтовой связи;
- кафедра цифровой экономики
- кафедра инфокоммуникационных технологий;
- кафедра физических и математических основ информатики.